# Alberto Baillères

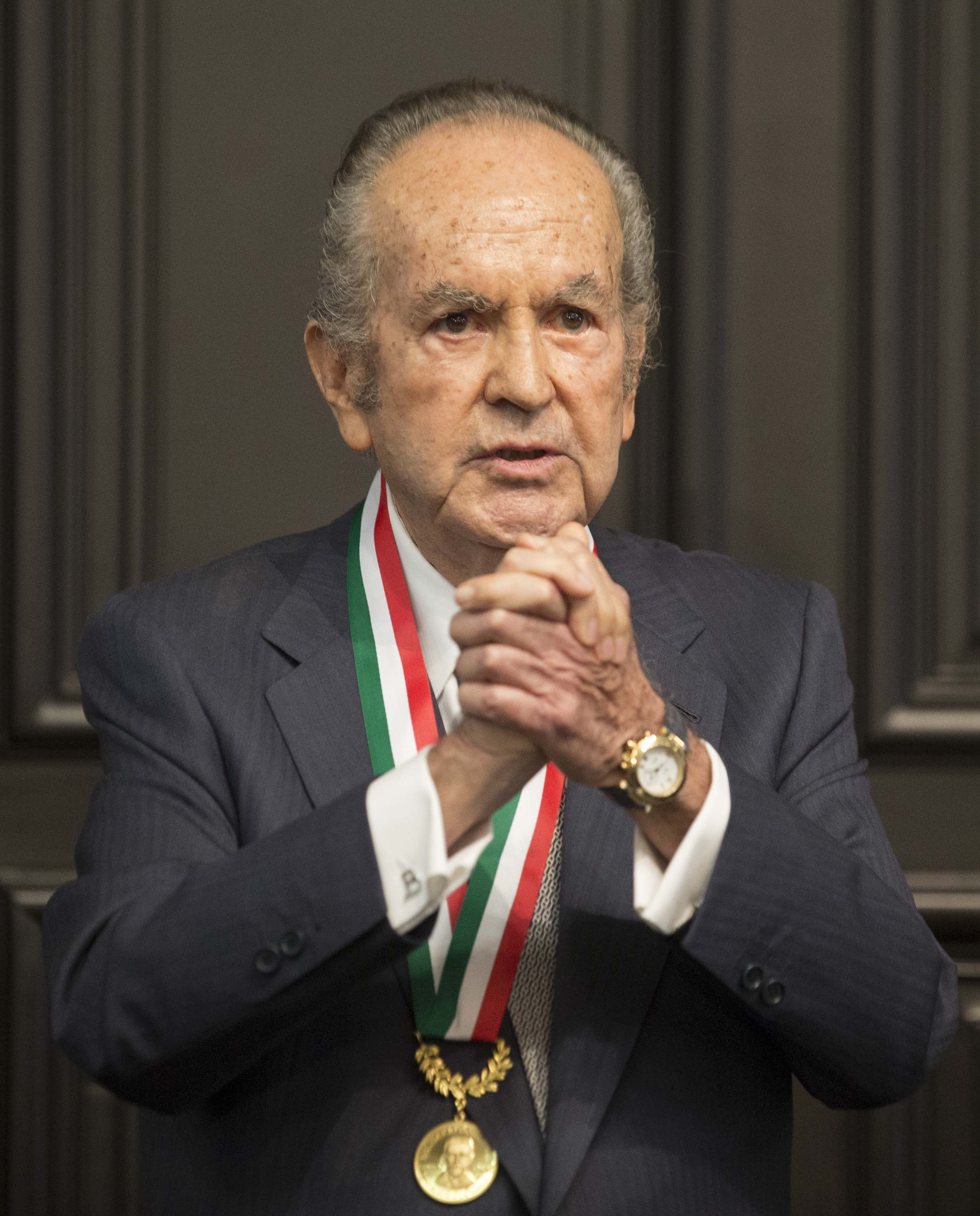
Alberto Baillères

Alberto Baillères González (* 22. August 1931, Mexiko-Stadt; † 2. Februar 2022) war ein mexikanischer Unternehmer.

## Leben
Sein Vater war der mexikanische Unternehmer Raúl Baillères. Baillères leitete über die Holding Grupo Bal verschiedene mexikanische Unternehmen, unter anderem das Bergbauunternehmen Peñoles, das Einzelhandelsunternehmen El Palacio de Hierro und das Versicherungsunternehmen Grupo Nacional Provincial. Nach Angaben des US-amerikanischen Forbes Magazine gehörte Baillères zu den reichsten Mexikanern. Baillères gehörte unter anderem die Megayacht Mayan Queen IV, die 2008 in Hamburg gebaut wurde, sowie das Erindi-Wildschutzgebiet in Namibia.
Baillères war verheiratet und hatte vier Kinder.